# Czwarty rząd Felipe Gonzáleza
Czwarty rząd Felipe Gonzáleza – rząd Królestwa Hiszpanii funkcjonujący od lipca 1993 do maja 1996.
Gabinet zastąpił trzeci rząd tego samego premiera. Powstał po wyborach w 1993, które po raz kolejny wygrała Hiszpańska Socjalistyczna Partia Robotnicza (PSOE), uzyskując 159 mandatów w 350-osobowym Kongresie Deputowanych. Felipe González został zatwierdzony na urzędzie premiera, za jego powołaniem zagłosowali również posłowie Konwergencji i Unii oraz Nacjonalistycznej Partii Basków. Wycofanie poparcia dla gabinetu przez ugrupowanie katalońskie doprowadziło do przedterminowych wyborów w 1996, w których zwycięstwo odniosła opozycyjna Partia Ludowa. W maju 1996 rząd został zastąpiony przez gabinet José Maríi Aznara.

## Skład rządu
- Premier: Felipe González
- Wicepremier: Narcís Serra (do 1995)
- Minister ds. prezydencji, rzecznik prasowy rządu: Alfredo Pérez Rubalcaba
- Minister spraw zagranicznych: Javier Solana (do 1995), Carlos Westendorp (od 1995)
- Minister sprawiedliwości: Juan Alberto Belloch
- Minister spraw wewnętrznych: José Luis Corcuera (do 1993), Antoni Asunción (od 1993 do 1994), Juan Alberto Belloch (od 1994)
- Minister obrony: Julián García Vargas (do 1995), Gustavo Suárez Pertierra (od 1995)
- Minister gospodarki i finansów: Pedro Solbes
- Minister robót publicznych, transportu i ochrony środowiska: Josep Borrell
- Minister edukacji i nauki: Gustavo Suárez Pertierra (do 1995), Jerónimo Saavedra Acevedo (od 1995)
- Minister kultury: Carmen Alborch
- Minister pracy i ochrony socjalnej: José Antonio Griñán
- Minister spraw społecznych: Cristina Alberdi
- Minister przemysłu i energii: Juan Manuel Eguiagaray
- Minister handlu i turystyki: Javier Gómez-Navarro
- Minister rolnictwa, rybołówstwa i żywności: Vicente Albero (do 1994), Luis María Atienza (od 1994)
- Minister administracji publicznej: Jerónimo Saavedra Acevedo (do 1995), Joan Lerma (od 1995)
- Minister zdrowia i konsumentów: Ángeles Amador